# Tipapampa
Tipapampa (auch: Tipa Pampa und Thipa Loma) ist eine Ortschaft im Departamento Cochabamba im südamerikanischen Andenstaat Bolivien. 

## Lage im Nahraum
Tipapampa liegt in der Provinz Narciso Campero und ist der viertgrößte Ort des Cantón Aiquile im Municipio Aiquile. Er liegt auf einer Höhe von 2070 m am Ufer des Río Novillero in einem Tal der Sierra de Catatiri, die sich zwischen Cordillera Oriental und Cordillera Central in Nord-Süd-Richtung erstreckt.

## Geographie
Tipapampa liegt zwischen den Gebirgsketten der bolivianischen Cordillera Oriental und der Cordillera Central. Das Klima ist geprägt durch ganzjährig frühlingshafte Temperaturen und geringe Niederschläge.
Die Jahresdurchschnittstemperatur der Region liegt bei etwa 20 °C (siehe Klimadiagramm Mizque) und einem Jahresniederschlag von 550 mm. Der Sommer von Oktober bis März weist monatliche Durchschnittstemperaturen von 22 °C auf, kälteste Monate sind Juni und Juli mit gut 17 °C. Von April bis Oktober herrscht Trockenzeit mit Niederschlägen unter 20 mm, der Sommer weist von Dezember bis Februar Niederschläge von 110 bis 135 mm auf.

## Verkehrsnetz
Tipapampa liegt 236 Straßenkilometer südöstlich von Cochabamba, der Hauptstadt des Departamentos.
Die Ortschaft liegt an der 898 Kilometer langen Nationalstraße Ruta 5, die den bolivianischen Altiplano von Nordosten nach Südwesten durchquert. Nach Norden hin führt die Ruta 5 über Aiquile und Saipina zur Ruta 7, die von Cochabamba aus ins Tiefland nach Santa Cruz führt. Südlich führt die Ruta 5 über Tipapampa und Quiroga den Río Novillero abwärts bis zur Mündung in den Río Grande und weiter über Sucre nach Westen zur chilenischen Grenze.

## Bevölkerung
Die Einwohnerzahl der Ortschaft ist in dem Jahrzehnt zwischen den beiden letzten Volkszählungen leicht zurückgegangen:
| Jahr | Einwohner         | Quelle       |
| ---- | ----------------- | ------------ |
| 1992 | keine Detaildaten | Volkszählung |
| 2001 | 441               | Volkszählung |
| 2012 | 413               | Volkszählung |
| 2024 |                   | Volkszählung |